# Trogulus torosus
Trogulus torosus is een hooiwagen uit de familie kaphooiwagens (Trogulidae).